# さざなみフォント
さざなみフォントとは和田研フォントキット派生のCLWFKによって自動生成されたものと既存のフリーなビットマップフォントを合成した日本語フォントである。

## 概要
ゴシック体、明朝体、丸ゴシック体 (未リリース) が存在する。前身の東風フォントが不正競争防止法における問題で使えなくなったことから開発が始まった。旧名称は東風フォント代用品 (kochi-substitute)。Fedora Core 5では、東風フォントに代わって標準の日本語フォントとなっていた。
かつては和田研ライセンスであったが、自動生成前の部品のライセンスを著作者の許可の下で修正BSDライセンスに変更することによって修正BSDライセンスとなった。
CLWFKの自動生成の品質があまり良くないためにバランスが悪く綺麗とは言い難いフォントのため、手調整した派生・合成フォントが多数作られた。
- VLゴシック
- 梅フォント